# The Jew in the Lotus (boek)
The Jew in the Lotus is een boek van schrijver Rodger Kamenetz dat verslag doet van een historische dialoog tussen rabbijnen en dalai lama Tenzin Gyatso. Het was de eerste keer dat een uitgebreid onderhoud tussen experts in het jodendom en het boeddhisme te boek werd gesteld. 
Door het boek kreeg de uitdrukking "JUBU" voor joodse boeddhisten bekendheid bij een groot publiek. De titel is een woordspeling op de Tibetaanse mantra Om mani padme hum, in het Engels: the jewel in the lotus ("het juweel in de lotus"). 
Het boek werd in 1994 gepubliceerd door Harper San Francisco. In 2007 werd de paperbackversie voorzien van een nawoord door de auteur.
Het boek was de inspiratie voor documentairemaker Laurel Chiten en PBS om een documentaire te maken over Rodger Kamenetz en zijn reis terug naar het geloof. De documentaire verscheen in 1998 onder dezelfde naam en Rodger Kamenetz schreef zelf mee aan de vorm van documentaire.